# Molycria wardeni
Molycria wardeni là một loài nhện trong họ Gnaphosidae.
Loài này thuộc chi Molycria. Molycria wardeni được Norman I. Platnick & Barbara Baehr miêu tả năm 2006.